# Тартрат калия-лития
Тартрат калия-лития — неорганическое соединение,
двойная соль калия, лития и винной кислоты
с формулой LiKC4H4O6,
бесцветные кристаллы,
растворяется в воде,
образует кристаллогидраты.

## Получение
- Действие винной кислоты на раствор карбоната лития и гидрокарбоната калия:

{\displaystyle {\mathsf {Li_{2}CO_{3}+2KHCO_{3}+2C_{4}H_{6}O_{6}\ {\xrightarrow {}}\ 2LiKC_{4}H_{4}O_{6}+3CO_{2}\uparrow +H_{2}O}}}

## Физические свойства
Тартрат калия-лития образует бесцветные кристаллы обладающие оптической изомерией.
Растворяется в воде.
Образует кристаллогидрат состава LiKC4H4O6•H2O — бесцветные кристаллы
ромбической сингонии,
пространственная группа P 21212,
параметры ячейки a = 0,7856 нм, b = 1,4348 нм, c = 0,6340 нм, Z = 4 .